# Zorzines hashimoto
Zorzines hashimoto là một loài bướm đêm trong họ Noctuidae.